# Gastón Vitancurt
Gastón Nicolás Vitancurt Evora, noto semplicemente come Gastón Vitancurt (Pan de Azúcar, 26 febbraio 1997), è un calciatore uruguaiano, centrocampista del Piriápolis.

## Caratteristiche tecniche
È un trequartista.

## Carriera
Cresciuto nel settore giovanile del Peñarol, nel 2017 è stato ceduto in prestito al Torque con cui ha esordito fra i professionisti disputando l'incontro di Segunda División Profesional vinto 2-1 contro il Canadian.